# Høybråten Station
Høybråten Station (Høybråten stasjon) er en jernbanestation på Hovedbanen i Norge. Stationen ligger i kvarteret Høybråten i bydelen Stovner i Groruddalen, 154,6 meter over havet. Den blev taget i brug 20. oktober 1921 og fungerede i en periode også som postekspedition fra 1928 til slutningen af 1940’erne.
Stationen var en af de første sager Høybråten nybyggerforening arbejdede med, idet den første ansøgning blev indsendt til Aker kommune 26. maj 1906. Efter mange afslag opnåede foreningen et gennembrud i 1918, og en byggegrund blev skaffet af Ralph Tschu. Kommunen krævede dog, at stationen skulle have vejforbindelse, hvilket førte til at foreningen anlagde den vej, der nu er kendt som Linjeveien.
På tegningerne til stationsbygningen fra juli 1920 står den under navnet Stig, men da den åbnede, var det blevet til Høybråten. Stig gård lå lige ved siden af stationen, men den blev dog bygget på Stovner gårds jord.
Stationsbygningen står stadig men er ikke betjent af NSB. I stedet benyttes den af Høybråten velforening, der ansøgte om at benytte stationsbygningen 1988, og som efter en renovering kunne flytte ind i oktober 1994. Stationen havde også en træbro, der gik over banen, men den er nu erstattet af en mere moderne stålbro.